# قطعنامه ۷۹۷ شورای امنیت
قطعنامه ۷۹۷ شورای امنیت سازمان ملل متحد که در تاریخ ۱۶ دسامبر ۱۹۹۲ تصویب شد، سندی بین‌المللی دربارهٔ موزامبیک است. این قطعنامه طی نشست ۳۱۴۹ام با ۱۵ رای موافق، ۰ مخالف و ۰ ممتنع تصویب شد.